# Зимовье имени XI лет Октября
Имени XI лет Октября — зимовье, заброшенный золотой прииск и метеостанция в Каларском районе Забайкальского края. С 1929 по 1931 годы административный центр Каларского района.
Расположен на правом берегу реки Кытымяхта, в 5 км к югу от озера Круглое. Посёлок при прииске с 1930 года был рабочим поселком, упразднен в 1940-е годы.
За все время метеорологических наблюдений на прииске была зарегистрирована самая низкая зимняя температура на территории Забайкальского края, составившая −64 °C.

## Население
По переписи 1939 года в рабочем посёлке имени XI лет Октября проживало 1023 человека, в том числе 579 мужчин и 444 женщины.